# Громкий (есмінець, 1937)
«Громкий» (рос. «Громкий») — військовий корабель, ескадрений міноносець типу 7 військово-морського флоту СРСР за часів радянсько-фінської та Другої світової війн.
Есмінець «Громкий» закладений 29 квітня 1936 року на верфі заводу ім. Жданова в Ленінграді, 6 грудня 1937 року спущений на воду, а 31 грудня 1938 року введений до складу радянського Балтійського флоту. Незабаром переведений Біломорсько-Балтійським каналом до складу Північного флоту ВМФ СРСР. Брав незначну участь у Зимовій війні, та активно діяв під час німецько-радянської війни у Заполяр'ї.
10 жовтня 1957 року затонув під час випробувань ядерної зброї в Чорній губі на Новій Землі.

## Історія служби
22 червня 1941 року, на початок операції «Барбаросса», німецького вторгнення в Радянський Союз, корабель базувався в Полярному. 14 липня разом з однотипними есмінцями «Стремітельним» і «Грем'ящим» «Громкий» прикривав висадку військ на західній стороні гирла р. Західна Ліца під час операції «Платинфукс» — спроби німців захопити Мурманськ.

#### Бій біля Нордкапа
1 листопада 1943 року есмінець входив до складу сил ескорту, що супроводжували конвой RA 54A, який повертався з Радянського Союзу.